# Cyrpoptus vanduzeei
Cyrpoptus vanduzeei är en insektsart som beskrevs av Ball 1933. Cyrpoptus vanduzeei ingår i släktet Cyrpoptus och familjen lyktstritar. Inga underarter finns listade i Catalogue of Life.